# 前途
| ウィキペディアには「前途」という見出しの百科事典記事はありません（タイトルに「前途」を含むページの一覧/「前途」で始まるページの一覧）。 代わりにウィクショナリーのページ「前途」が役に立つかもしれません。 |